# Adam Beach
Pour les articles homonymes, voir Beach.
Adam Beach est un acteur canadien né le 11 novembre 1972 à Ashern (Manitoba, Canada).

## Biographie
Adam Beach est né au Canada dans une famille d'origine amérindienne et islandaise. Il commence sa carrière artistique à l'âge de 16 ans dans le téléfilm Lost in the barrens aux côtés de Graham Greene. En 1993, l'acteur apparaît dans son premier long métrage, Le drame Cadillac girls avec Mia Kirshner.
Puis suivent une dizaine de films, pour la plupart inédits en France, dont Phoenix, Arizona récompensé à Sundance (1998) et Mystery, Alaska avec Russell Crowe en 1999.
Très attaché à ses origines autochtones, il soutient le mouvement de défense de la culture amérindienne Native Youth. Adam Beach se révèle au grand public en 2002, en incarnant un Code talker navajo enrôlé par l'armée américaine pendant la Seconde Guerre mondiale dans le film Windtalkers : Les Messagers du vent de John Woo ; dans ce film il joue aux côtés de Nicolas Cage et Christian Slater.
En 2006, c'est dans le film de Clint Eastwood Mémoires de nos pères qu'il continue sa carrière au cinéma. De 2010 à 2011, il incarne le rôle de Tommy Flute dans la série Big Love sur HBO.

## Filmographie

### Cinéma
- 1993 : Cadillac Girls : Will
- 1994 : Squanto: A Warrior's Tale : Squanto
- 1995 : Prey : Noel
- 1995 : La Haine au cœur (A Boy Called Hate) : Billy Little Plume
- 1995 : Dance Me Outside : Frank Fencepost
- 1996 : Le Ranch du coyote (Coyote Summer) : Rafe Acuna
- 1997 : Song of Hiawatha : Chibiabos
- 1998 : Phoenix Arizona (Smoke Signals) : Victor Joseph
- 1999 : My Brother : Older Billy
- 1999 : Mystery, Alaska : Galin Winetka
- 1999 : Little Boy Blues : Waiter
- 2000 : The Last Stop : Jason
- 2001 : Joe La Crasse (Joe Dirt) : Kicking Wing
- 2002 : Posers : Sinclair
- 2002 : Les Messagers du vent (Windtalkers) de John Woo : Private Ben Yahzee
- 2002 : Now and Forever : John Myron
- 2003 : The Big Empty : Randy
- 2004 : Sawtooth : Jim
- 2006 : Bottom's Up : Jesus de Jesus
- 2006 : Mémoires de nos pères (Flags of Our Fathers) de Clint Eastwood: Ira « Chef » Hayes
- 2011 : A Warrior's Heart : Sgt. Major Duke Wayne
- 2011 : Cowboys et Envahisseurs : Nat Colorado
- 2014 : Ice Soldiers : TC Cardinal
- 2015 : Joe La Crasse 2 : Un bon gros loser (Joe Dirt 2: Beautiful Loser) de Fred Wolf : Kickin' Wing
- 2016 : Suicide Squad de David Ayer : Christopher Wriss / Slipknot
- 2017 : Hostiles de Scott Cooper : Black Hawk
- 2020 : Les Nouveaux Mutants de Josh Boone : William Lonestar
- 2020 : Percy de Clark Johnson
- 2021 : The Power of the Dog de Jane Campion : Edward Nappo

### Télévision
- 1990 : Lost in the Barrens: Hunting Party Member
- 1992-1995 : Au nord du 60e (North of 60)  : Nevada
- 1993 : Spirit Rider : Paul LeBlanc
- 1994 : Walker, Texas Ranger : Tommy Bright Hawk
- 1995 : My Indian Summer
- 1996 : The Rez : Charlie
- 2000 : Harry's Case : Adam Fiddler
- 2001 : Dead Zone : Le Chaman
- 2002 : Skinwalkers : Jim Chee
- 2003-2004 : New York 911 : Christian
- 2003 : Cowboys and Indians: The J.J. Harper Story : JJ Harper
- 2003 : Coyote Waits : Jim Chee
- 2004 : A Thief of Time : Jim Chee
- 2004 : JAG : Marcus Tillicum
- 2005 : Johnny Tootall : Johnny
- 2006-2007 : New York, unité spéciale : Det. Chester Lake
- 2007 : Bury My Heart at Wounded Knee : Charles Eastman
- 2008 : New York, unité spéciale : Det. Chester Lake
- 2010 : Hawaii 5-0: Graham Wilson
- 2010 : Big Love : Tommy Flute
- 2010 : Un étranger dans ma maison (The Stepson) : Josh Anderson
- 2011 : Médecins de combat (Combat Hospital) : Snake Eater/Joe
- 2012-2014 : Arctic Air : Bobby Martin
- 2015 : Piégés (Into the Grizzly Maze) de David Hackl : Johnny Cadillac
- 2019 : Nancy Drew : shérif E.O. McGinnis
- 2020 : Good Doctor : Bill Carr
- 2020 : Supernatural: Sheriff mason